# بیماری میناماتا
بیماری میناماتا (به ژاپنی: 水俣病) یک بیماری سیستم اعصاب مرکزی است که در اثر مسمویت با جیوه ایجاد می‌گردد.

## تاریخچه
در اوایل ۱۹۵۰ ساکنان محلی ساحل شهر میناماتا در استان کوماموتو در ژاپن متوجه رفتارهای عجیب و غریبی در حیوانات آن منطقه شدند. گربه‌ها حرکاتی عصبی از خودشان نشان می‌دادند و به‌طور ناگهانی جیغ می‌کشیدند، پرندگان از آسمان سقوط می‌کردند و علایم بیماری همچنین در ماهیها و صدفها هم مشاهده شد که جزء مهمی در برنامهٔ غذایی قشر ماهیگیران بود. مردم محلی نام این بیماری را در ابتدا بیماری رقص گربه‌ها (به ژاپنی: 猫踊り病) نامیده بودند. علایم این بیماری با مشکلاتی در راه رفتن، سخن گفتن، بینائی، شنوایی، بی‌حسی اعضای بدن، گرفتگی عضلانی و همچنین ازدست دادن هوشیاری و تعادل در ساکنان این منطقه در سال ۱۹۵۶ شروع شد.

## کشف بیماری
در روز اول ماه مه سال ۱۹۵۶ میلادی، مدیر بیمارستان کارخانه شرکت چیسو در شهر میناماتا به مقامات محلی بهداشت عمومی «شیوع یک بیماری ناشناخته سیستم اعصاب مرکزی» را گزارش نمود. این روز بعدها در تاریخ ژاپن به عنوان سالگرد رسمی کشف این بیماری درج گردید. تیم تحقیقاتی دانشگاه کوماموتو دریافت که عامل بیماری می‌بایست مسمومیت غذائی در اثر فلزات سنگین باشد. نهایتاً پس از مدتی کشف شد که عامل اصلی بیماری میناماتا مصرف مواد غذائی آلوده به جیوه آلی بوده است.

## منبع آلودگی
شرکت چیسو مواد زاید فلزی سنگین را به داخل دریا خالی می‌کرده است. این شرکت ترکیبات سولفات جیوه را به عنوان کاتالیزور در سنتز استالدهید بکار می‌برد. یکی از محصولات این واکنش، متیل جیوه، یک ترکیب آلی و بسیار سمی جیوه بوده است. هرچند پس از کشف علت بیماری، شرکت چیسو اعلام نمود فیلتری را برای تصفیه فاضلاب صنعتی تعبیه نموده، اما این کارخانه استفاده از این واکنش سنتزی و روانه نمودن جیوه سمی به آب دریا را تا سال ۱۹۶۸ میلادی ادامه داد و تلاشهای قربانیان بیماری و مردم محلی در متوقف نمودن روند آلودگی تا آن زمان بی‌نتیجه ماند. بعدها مشخص گردید فیلتر نصب شده در پاکسازی آب از جیوه آلی بی تأثیر بوده است.

## قربانیان
تا ماه مارس سال ۲۰۰۱، ۲۲۶۵ تن به‌طور رسمی به عنوان قربانی بیماری میناماتا تأیید شده‌اند. از این تعداد، ۱۷۸۴ نفر جان خود را از دست داده‌اند. بیش از ده هزار نفر از شرکت چیسو غرامت مالی دریافت کرده‌اند، اگر چه آن‌ها به عنوان قربانیان رسمی شناخته نمی‌شوند. یک مطالعه اپیدمیولوژیک کاملی بر روی تأثیرات دقیق این بیماری هرگز انجام نشده است و تنها بیمارانی تا کنون به رسمیت شناخته شده‌اند که به‌طور داوطلبانه به شورای مربوط مراجعه نموده‌اند و درخواست صدور گواهینامه جهت اقدام برای غرامت مالی نموده‌اند.
بسیاری از قربانیان بیماری میناماتا در سال‌های دور با تبعیض و طرد از جامعه مواجه بوده‌اند و تا مدت زیادی نیز در دهه شصت میلادی مردم عادی بیماری آن‌ها را واگیر فرض می‌نموده‌اند. یکی از دلائل این تبعیض این بوده است که بسیاری از مردم محلی به شرکت چیسو به عنوان منبع کسب درآمد خود وفادار بوده و مدافع سیاست‌های آن بوده‌اند.
دولت ژاپن در سال ۲۰۰۹ میلادی موظف به حمایت از حداقل چهل هزار تن قربانی غیررسمی (بدون تاییدیه رسمی) گردید. در سال ۲۰۱۰ نیز گروهی متشکل از ۲۱۲۳ تن از قربانیان تأییدنشده از سوی دادگاه مستحق دریافت غرامت شناخته شدند.
موزه‌ای در شهر میناماتا، برای بزرگداشت قربانیان و انتقال درسهای آموخته شده در این حادثه به همگان در سال ۱۹۹۳ میلادی احداث شده که ظرف دودهه پس از احداث بیش از ۸۰۰ هزار نفر بازدید کننده داشته است.
در روز اول ماه مه سال ۲۰۱۰ میلادی یوکیو هاتویاما نخست‌وزیر وقت کشور ژاپن با شرکت در مراسم پنجاه و چهارمین سالگرد کشف این بیماری گفت، مسئله بیماری میناماتا را پایان یافته تلقی نمی‌کنیم. وی اولین نخست‌وزیر ژاپن بود که در این مراسم یادبود شرکت کرده و از همه قربانیان و رنج‌دیدگان این بیماری، عذرخواهی نمود.